# اوتسوچی، ایواته
اوتسوچی، ایواته (به لاتین: Ōtsuchi, Iwate) یک منطقهٔ مسکونی در ژاپن است که در استان ایواته واقع شده‌است. اوتسوچی ۲۰۰٫۵۹ کیلومترمربع مساحت و ۱۱٬۸۳۳ نفر جمعیت دارد.